# Vengeance (film, 1990)
Pour les articles homonymes, voir Vengeance (homonymie) et Revenge.
Pour plus de détails, voir Fiche technique et Distribution.
Vengeance (Revenge) est un film américain réalisé par Tony Scott et sorti en 1990. C'est l'adaptation de la nouvelle Une vengeance (Revenge) de Jim Harrison, publiée en 1979 dans le recueil Legends of the Fall.

## Synopsis
Jay Cochran est un ancien pilote de chasse, fraichement retraité après 12 ans de service. Il est invité au Mexique dans l'hacienda de son vieil ami Tiburon, puissant propriétaire terrien et peu recommandable. Jay tombe alors amoureux de la très belle Miryea, la jeune épouse de ce dernier. La vengeance de l'époux trahi sera terrible.

## Fiche technique
Sauf indication contraire, les informations mentionnées dans cette section peuvent être confirmées par la base de données cinématographiques IMDb,  présente dans la section « Liens externes ».
- Titre français : Vengeance
- Titre original et autre titre francophone : Revenge
- Titre québécois : Revanche[2]
- Réalisation : Tony Scott
- Production : Stanley Rubin
- Scénario : Jim Harrison et Jeffrey Alan Fiskin, d'après la nouvelle Revenge de Jim Harrison
- Musique : Jack Nitzsche
  - Musique additionnelle version director's cut : Harry Gregson-Williams
- Montage : Chris Lebenzon et Michael Tronick
- Direction artistique : Jorge Sainz et Thomas E. Sanders
- Décors : Benjamín Fernández et Michael Seymour
- Costumes : Aude Bronson-Howard
- Photographie : Jeffrey L. Kimball
- Production : Hunt Lowry, Stanley Rubin
  - Production déléguée : Kevin Costner
  - Production associée : Jim Wilson
- Sociétés de production : New World Pictures et Rastar Films
- Sociétés de distribution : Columbia Pictures (États-Unis), CTV International (France)
- Budget : 10 millions de dollars
- Pays de production :  États-Unis
- Langues originales : anglais, espagnol
- Format : couleur — 35 mm — 2,35:1 — son Dolby
- Genre : action, thriller, drame, romance
- Durée : 124 minutes, 104 minutes (version director's cut)
- Budget : 10 millions de dollars
- Dates de sortie[3] : 
  - États-Unis : 16 février 1990
  - France : 3 juillet 1991

## Distribution
- Kevin Costner (VF : Michel Papineschi) : Michael J. "Jay" Cochran
- Anthony Quinn (VF : Philippe Léotard) : Tiburon "Tibby" Mendez
- Madeleine Stowe (VF : Élisabeth Wiener) : Miryea Mendez
- Miguel Ferrer : Amador
- Tomás Milián : Cesar
- Sally Kirkland (VF : Christine Delaroche) : la star du rock
- James Gammon (VF : Michel Fortin) : le Texan
- John Leguizamo : Ignacio
- Jesse Corti (VF : Mario Santini) : Madero
- Joe Santos : Ibarra
- Joaquín Martínez : Mauro

## Production

### Genèse, développement et attribution des rôles
Avant Tony Scott, des réalisateurs comme Sydney Pollack, Jonathan Demme et John Huston ont été attachés au projet. Ce dernier ne voulait pas de Kevin Costner, mais grâce au succès des Incorruptibles (1987) et Duo à trois (Bull Durham, 1988), Costner a pu produire le film lui-même. Il voulait même le réaliser mais un producteur l'en a dissuadé.
Walter Hill voulait également adapter la nouvelle avec Jeff Bridges dans le rôle principal, mais Bridges n'était pas intéressé. Jack Nicholson devait un temps réaliser le film et incarner Tibby.

### Tournage
Le film a été tourné au Mexique, notamment à Puerto Vallarta, Sierra de Organos, Cuernavaca, Durango et à Mexico.

### Musique
Albums de Jack Nitzsche
Hot Spot (album)
(1990) The Indian Runner
(1991)
La musique du film est composée par Jack Nitzsche.
| 1.  | Love Theme           | 4:38 |
| 2.  | Friendship           | 1:27 |
| 3.  | Miryea               | 3:24 |
| 4.  | Betrayal             | 2:01 |
| 5.  | Jeep Ride            | 1:24 |
| 6.  | On The Beach         | 3:07 |
| 7.  | Illicit Love         | 3:21 |
| 8.  | Tibey's Revenge      | 3:35 |
| 9.  | Whorehouse & Healing | 4:10 |
| 10. | Dead Texan           | 2:37 |
| 11. | Confrontation        | 3:35 |
| 12. | Miryea's Death       | 5:17 |

## Sortie et accueil

### Critique
Le film n'a pas reçu de très bonnes critiques. Sur l'agrégateur américain Rotten Tomatoes, il n'obtient que 33% d'opinion favorable pour 15 critiques recensées.
Dans Variety, on peut notamment lire « Ce rendu loin d'être parfait du roman chatoyant de Jim Harrison a une touche romantique et un pouvoir élémentaire qui transcendent finalement ses défauts. » Owen Gleiberman d'Entertainment Weekly lui donne la note de D et parle d'un projet vaniteux bâti pour Kevin Costner. Le célèbre critique du Chicago Sun-Times Roger Ebert lui donne la note de 2.5⁄4 et regrette notamment que le film « joue constamment comme un bras de fer entre son style et son histoire. » Dans The New York Times, Vincent Canby écrit notamment « doux et sans but... les performances sont sans conviction. » Hal Hinson du Washington Post pense quant à lui que l'histoire est trop cynique et que cela ne fonctionne pas.

### Box-office
| Pays ou région    | Box-office      | Date d'arrêt du box-office | Nombre de semaines |
| ----------------- | --------------- | -------------------------- | ------------------ |
| États-Unis Canada | 15 645 616 $    | 15 mars 1990               | 4                  |
| France            | 199 820 entrées |                            |                    |
| Mondial           | n/a             | -                          | -                  |

## Versiondirector's cut
En 2007, Tony Scott sort pour l'édition DVD et Blu-ray une version director's cut raccourcie de 104 minutes. Il n'était pas très satisfait de la version originale de 124 minutes. Harry Gregson-Williams compose de nouveaux morceaux pour l'occasion.